# Funkstation Kamina
Die Funkstation Kamina war eine Sende- und Empfangsanlage für drahtlose Telegrafie (Löschfunkensender) in der deutschen Kolonie Togo.
Ihr Standort befand sich nahe dem Dorf Kamina. Die nächstgelegene, größere Ansiedlung war Atakpamé. Die Station wurde durch das deutsche Unternehmen Telefunken im Auftrag der deutschen Reichsregierung von 1911 bis 1914 geplant und gebaut. In ihrer Größe und Lage war die Station als Knoten- und Vermittlungspunkt für andere deutsche Kolonialfunkstellen konzipiert. Kurz nach Beginn des Ersten Weltkriegs in Togo wurde sie durch das Betriebspersonal selbst zerstört.

## Planung

Deutsche Funkstellen in Afrika und Europa um 1914

Im Ausschuss für gemeinsame Arbeit auf dem Gebiet der Funktelegraphie der deutschen Reichsregierung empfahlen Vertreter von Heer, Marine und Kolonien am 9. Dezember 1910 die Aufnahme von Funkversuchen in der Kolonie Togo. Zuvor waren bereits Versuche per Schiff vor der Küste Kameruns unternommen worden, die jedoch nicht zufriedenstellend verlaufen waren. Die Experten der Firma Telefunken erachteten die Region um Atakpamé in Togo hingegen als aussichtsreich. Als Platz für die Empfangsstation sollte zunächst Anae, nördlich von Atakpamé, dienen. Mit der Durchführung wurde Freiherr Anton von Codelli betraut, der zusammen mit zwei Militärangehörigen und drei Monteuren am 15. Februar 1911 in Togo eintraf. Das Material zur Errichtung einer Versuchsstation befand sich ab April 1911 vor Ort. Mit Hilfe des örtlichen Gouvernements wurden 120 afrikanische Arbeiter und 150 Träger für Telefunken zwangsrekrutiert. Ihr Tageslohn betrug zwischen 50 und 75 Pfennig, was auch im damaligen Vergleich sehr gering war. (In der britischen Nachbarkolonie Goldküste erhielten Einheimische für vergleichbare Arbeiten umgerechnet 2 Mark.) Die im Rahmen des kolonialen Herrschaftsverhältnisses bestehende Ausbeutung von Arbeitskräften wurde durch Telefunken voll in Anspruch genommen.
Nachdem im ersten Halbjahr 1911 mehrere Rückschläge durch Sturmschäden hinzunehmen waren, gelang am 7. Juni 1911 eine Funkverbindung mit der Funkstation Nauen bei Berlin. Die Antenne wurde provisorisch per Fesselballon in Position gebracht. Daraufhin erhielt Codelli den Auftrag zum Ausbau einer dauerhaften Station.

## Standortwahl und Aufbau
Aufgrund besserer Topographie- und Transportverhältnisse sowie ausreichender Wasserversorgung wurde eine Fläche bei Atakpamé als endgültiger Bauplatz ausgewählt. Der Platzbedarf betrug anfangs etwa 1600 × 300 Meter zwischen den Dörfern Auju und Kamina. Die Richtung nach Berlin war frei von näher liegenden Bergen. Die Entfernung zur Hinterlandbahn bei Agbonu betrug 3,5 Kilometer. Die direkte Verkehrsanbindung wurde durch den Bau einer Feldbahn mit einer Spurweite von 600 Millimetern sichergestellt, auf der eine benzolbetriebene Lokomotive des Herstellers Deutz fuhr. Das Wasser zur Kühlung und Dampferzeugung der Maschinen konnte ein nahe gelegener Bach bieten. Auf dem Bauplatz entstanden unter anderem eine Köhlerei, Tischlerei, Ziegelei sowie eine Schmiede. Zur Arbeit wurden Einheimische vom Volk der Kabre aus dem Norden der Kolonie verpflichtet. Zunächst wurden drei Gittermasten mit einer Höhe von jeweils 75 Metern errichtet, für die insgesamt neun Befestigungsfundamente gebaut wurden (für drei Drahtseil-Abspannungen pro Turm). Hinzu kam ein Erdnetz aus verzinktem Eisendraht sowie fast 300 Telegraphenstangen für das gerichtete elektrische Gegengewicht.
Da für den Bau und den späteren Betrieb Brennholz statt Kohle verwendet wurde, kam es zur erheblichen Abholzung der ohnehin nur schwach bewaldeten Region um Kamina.

## Probebetrieb und Endausbau

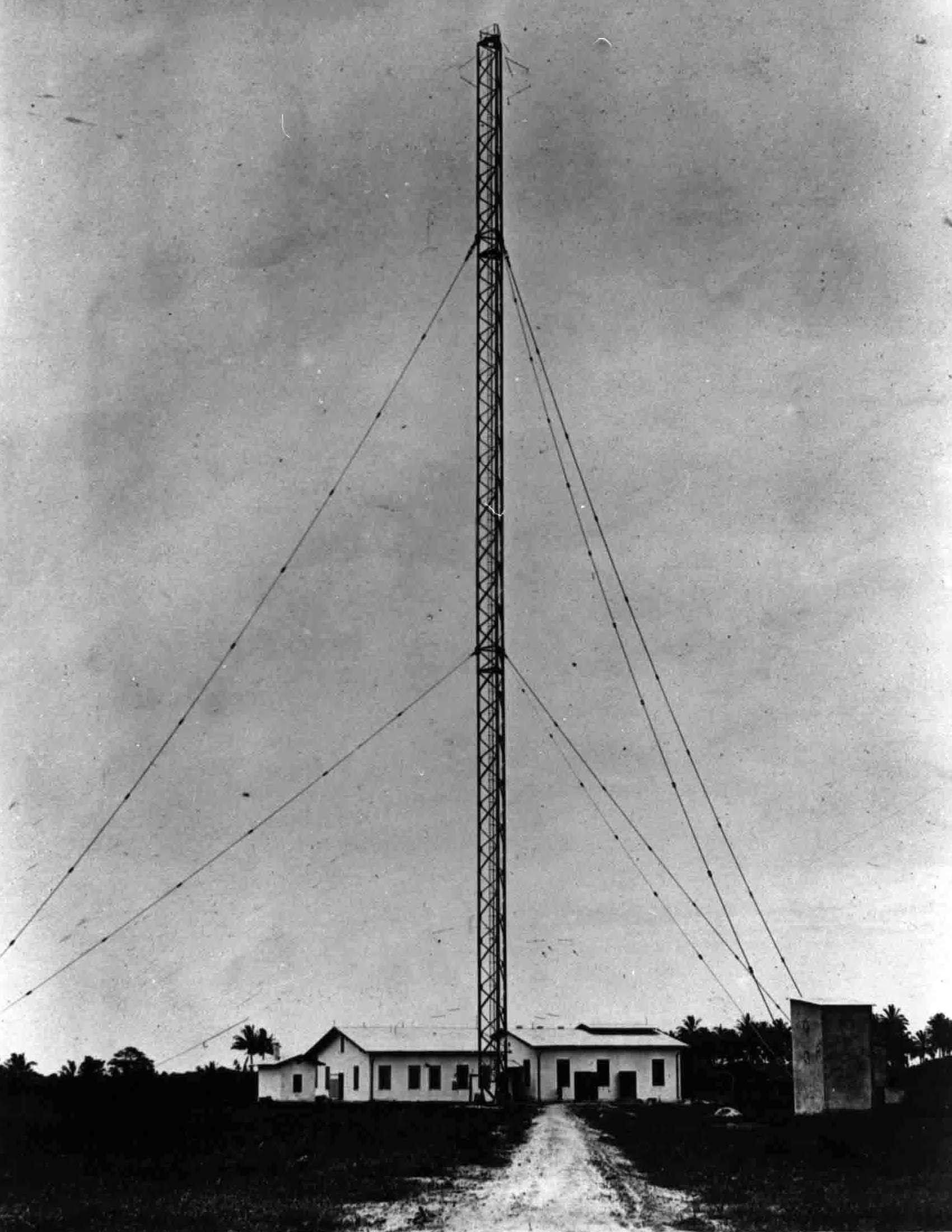
Funkmast und Gebäude der Funkstation Kamina, 1914

Der Probebetrieb wurde abermals durch Sturmschäden verzögert, diesmal allerdings am anderen Ende der Funkstrecke in Nauen. Außerdem erlaubten atmosphärische Störungen nur nachts und vormittags einen ausreichenden Empfang. Schließlich konnten jedoch erfolgreiche Resultate erzielt werden, so dass 1913 die Reichsregierung den Beschluss fasste, Kamina zur Großfunkstelle auszubauen. Zu den drei Funktürmen kamen noch einmal sechs Türme mit einer Höhe von jeweils 120 Metern hinzu.
Am 7. Oktober 1913 statteten Staatssekretär Wilhelm Solf und Togos Gouverneur, Herzog zu Mecklenburg, der Funkstation einen Besuch ab. Die Station wurde hierzu festlich geschmückt und die Türme beleuchtet. In einer Kinoaufführung wurden Aufnahmen des Stationsbaus gezeigt. Staatssekretär Solf bezeichnet den Besuch Kaminas rückblickend als „den Clou“ seiner Reise.
Im Endausbau umfasste die Station ein Areal von etwa 4000 × 3000 Metern mit neun Funktürmen und folgenden Gebäuden:
- Empfänger- und Beamtenwohnhaus
- Sendehaus mit Wasserbehälter und Kühlturm
- Kesselhaus mit Wasserreinigung
- Maschinenhalle
- Stauwehr und Pumpenhaus
- Betriebsleiterhaus

Die Station war Mitte Juni 1914 im Wesentlichen fertiggestellt. Die offizielle Inbetriebnahme erfolgte Ende Juli 1914.
Aufbau und Betriebsbeginn der Station wurden zunächst geheim gehalten. Funksprüche von und nach Kamina konnte von Kolonialfunkstellen anderer Nationen empfangen werden. Bis zum Ersten Weltkrieg hatten ausländische Funker aber Schwierigkeiten, die Signale einer ihnen bekannten Station zuzuordnen.

## Kriegsbetrieb und Zerstörung

Nachrichtennetz der Kolonie Togoland um 1914

Beim Beginn des Ersten Weltkriegs befanden sich der Oberingenieur Dr. Abraham Esau und der Ingenieur Carl W. H. Doetsch in der Station Kamina. In den letzten Julitagen 1914 empfingen sie das Codewort havaube, das als Kriegswarnung für deutsche Handelsschiffe identifiziert wurde. Die Meldung wurde an alle erreichbaren Land- und Schiffsstationen weitergeleitet. Am 2. August 1914 traf der Mobilmachungsbefehl ein. Unter Leitung von Esau wurde die Station auf den erwarteten Hochbetrieb vorbereitet. Esau nannte später die Hauptaufgaben der ersten Kriegstage in folgender Priorität:
1. Aufforderung an deutsche Schiffe, neutrale Häfen anzulaufen
2. Übermittlung von Befehlen und Nachrichten an die afrikanischen „Schutzgebiete“ sowie an deutsche Kriegsschiffe in afrikanischen Gewässern
3. Weitergabe der aus den Kolonien zusammenlaufenden Meldungen nach Berlin
4. Vermittlung des Nachrichtenverkehrs mit Südamerika in Anknüpfung an noch nutzbare Seekabel
5. Verbindungsversuche mit Funkstationen neutraler Länder
6. Abhorchen des feindlichen Funkverkehrs
7. Störung des feindlichen Funkverkehrs

Ab Anfang August 1914 setzte ein intensiver Betrieb durch Regierungs- und Pressetelegramme ein. Jetzt zeigte sich die Bedeutung Kaminas als Knoten- und Vermittlungspunkt. Die Stationen in Kamerun, Deutsch-Südwest- und Deutsch-Ostafrika verfügten ihrerseits nicht über die Sendeleistung, um eine regelmäßige Verbindung mit Deutschland herzustellen. Von Ostafrika konnte selbst Kamina keine Antworten empfangen, da die dortigen Stationen nur regionale Sendereichweiten besaßen. Hierhin wurde praktisch „blind“ gefunkt. Die Funksprüche via Kamina wurden aber in Daressalam empfangen und bis zu dem im Indischen Ozean befindlichen Kreuzer Königsberg weitergeleitet. Erste Rückmeldungen trafen auch per Seekabel aus Südamerika ein. Die Stationsbesatzung Kaminas wusste nun, dass ihre Warnmeldungen von deutschen Schiffen im Südatlantik empfangen worden waren und sie sichere Häfen in neutralen Staaten Lateinamerikas erreicht hatten.
Esau berichtete, seine Tätigkeit sei von gegnerischen Störversuchen beeinträchtigt gewesen, die vor allem von den starken Sendeanlagen des Pariser Eiffelturms ausgegangen wären.
Die Kolonialadministration von Togo erhielt von der deutschen Reichsregierung die Anweisung, die Station so lange wie möglich vor der Besetzung durch die britische bzw. französische Nachbarkolonie zu schützen. Der Landbezirk Atakpamé war infolgedessen der einzige Teil Togos, der nicht freiwillig von deutscher Seite geräumt wurde. Da die Deutschen in der Kolonie jedoch nur kleine Polizeieinheiten – keine Schutztruppen – unterhielten, war die baldige Besetzung absehbar. Die Station wurde für die Zerstörung vorbereitet, um sie nicht funktionsfähig in feindliche Hände fallen zu lassen. Der Befehl zur Selbstzerstörung erging am 20. August 1914 und wurde in der Nacht von 24. auf den 25. August, wenige Tage vor der Kapitulation Togos, ausgeführt. Die Funktürme wurden gewaltsam niedergerissen und sämtliche technischen Apparaturen zerschlagen.

## Bilanz
Die mit weitreichenden Absichten errichtete Station stand nur etwa einen knappen Monat in offiziellem Betrieb. Diese Zeit war gleichwohl von hoher Intensität geprägt. In der Zeit vom 1. bis zum 22. August 1914 wurden insgesamt 229 Telegramme empfangen und gesendet. Schätzung zufolge standen den Baukosten der Station von 4 bis 5 Millionen Mark, Werte von mindestens 80 Millionen Mark gegenüber, die durch Warnmeldungen der Station dem Zugriff der Entente-Mächte entzogen wurden. Der Schiffsraum der von Kamina aus gewarnten Handelsschiffe umfasste etwa 800.000 BRT.
Das Bedienungspersonal der Funkstation Kamina wurde von den britischen Besatzern nach Lomé gebracht und dort den Franzosen übergeben. Nach einer entbehrungsreichen Odyssee durch Kriegsgefangenenlager in den französischen Kolonien und Frankreich gelangten die letzten Stationsangehörigen 1919 nach Deutschland.
Ein zunächst erwogener Wiederaufbau wurde aufgrund der gründlichen Zerstörung verworfen. Heute erinnern noch Fundamente der Haltetrossen an die einstige Großfunkstelle. Daneben ist ein Büro- und Wohnhaus für das technische Personal sowie das mittlerweile umgebaute Empfänger- und Beamtenwohnhaus erhalten geblieben.

## Rekonstruktion
Der Historiker Peter Sebald baute ein Modell der Station, das 2009 anlässlich eines Buch- und Fotoprojekts von Reinhard Klein-Arendt am Goethe-Institut in Lomé gezeigt wurde.

## Fotos der Stationsüberreste

Funkstation Kamina 2010
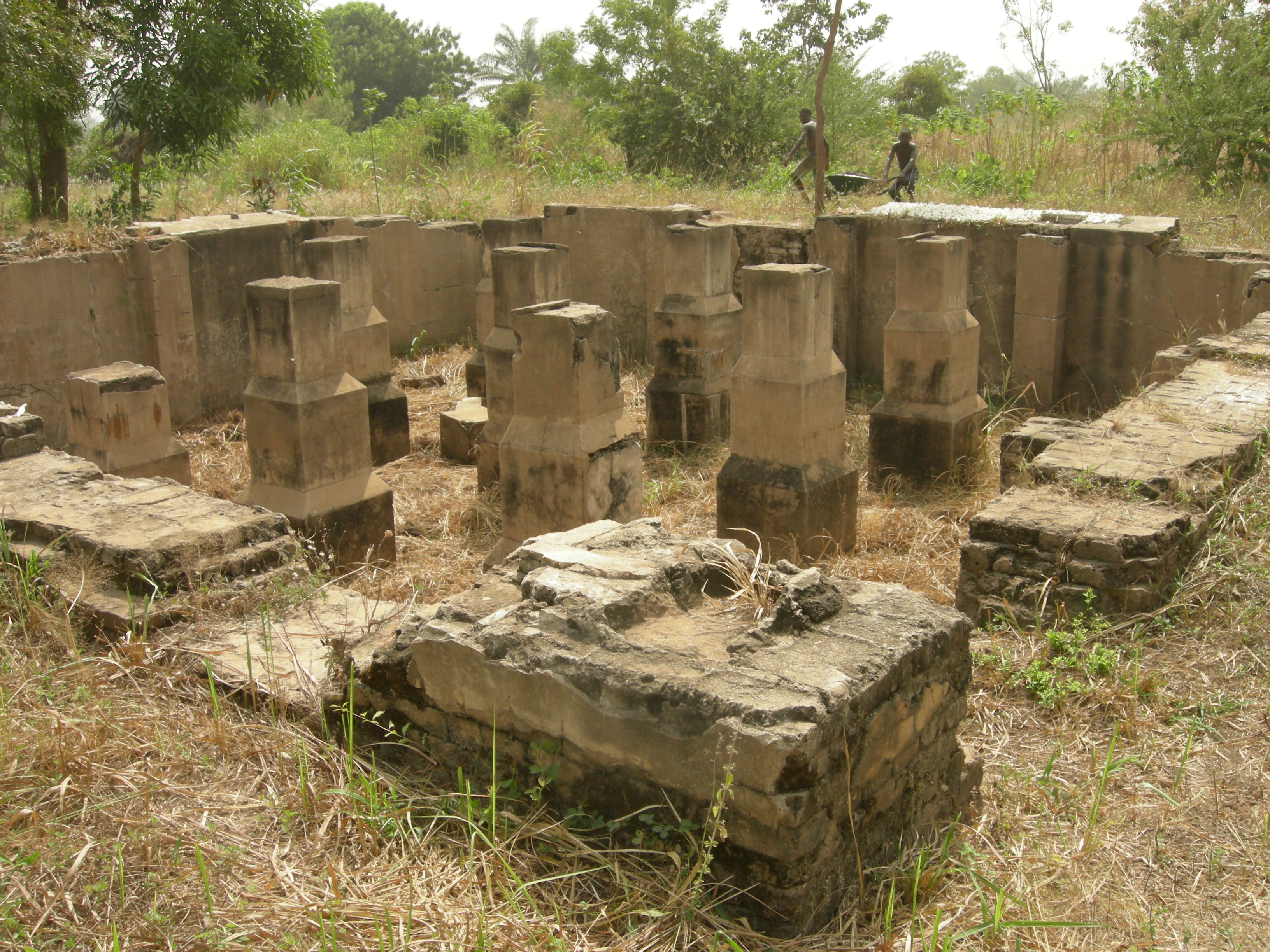
Wasserspeicher
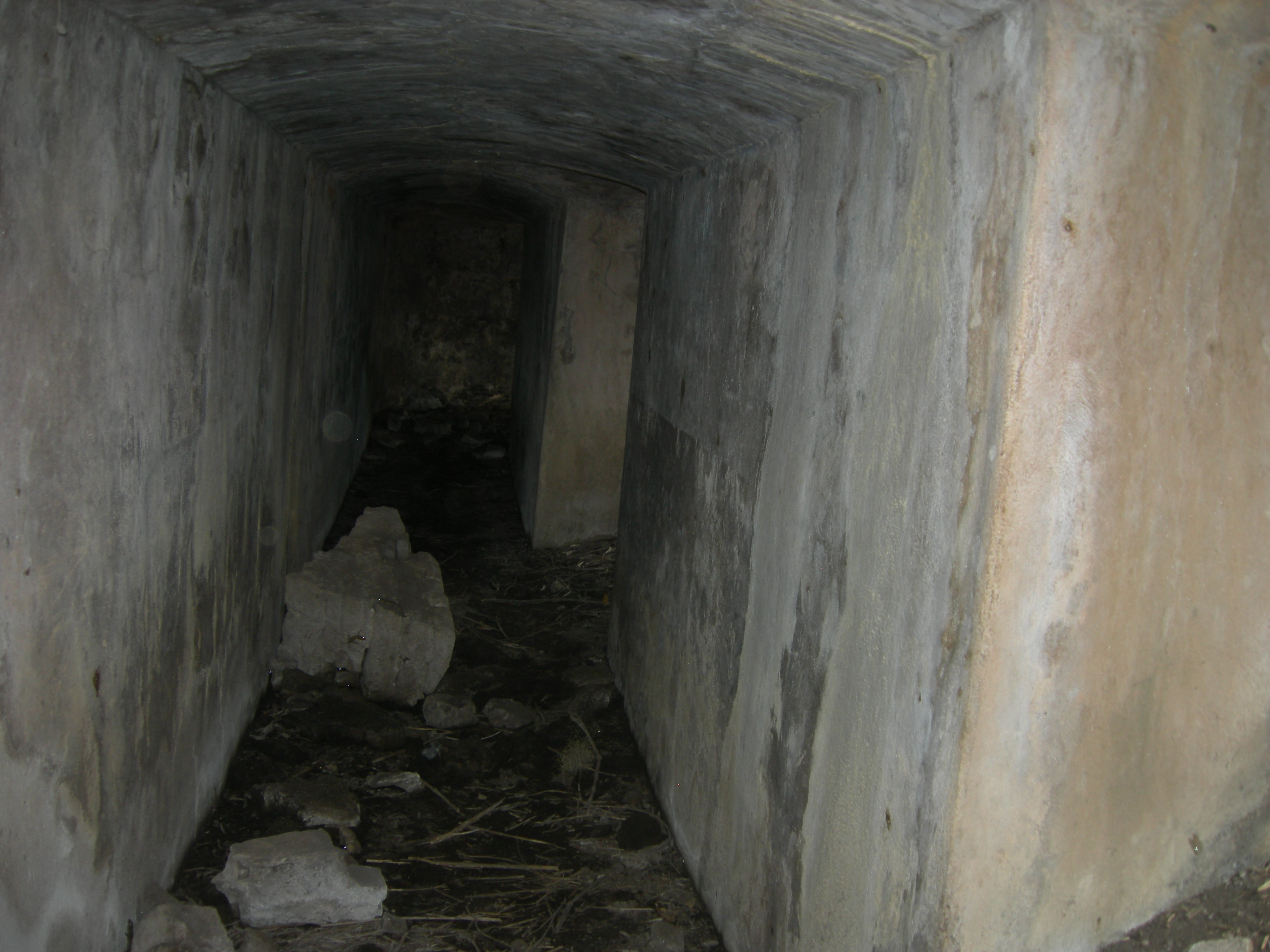
Unterirdische Anlagen
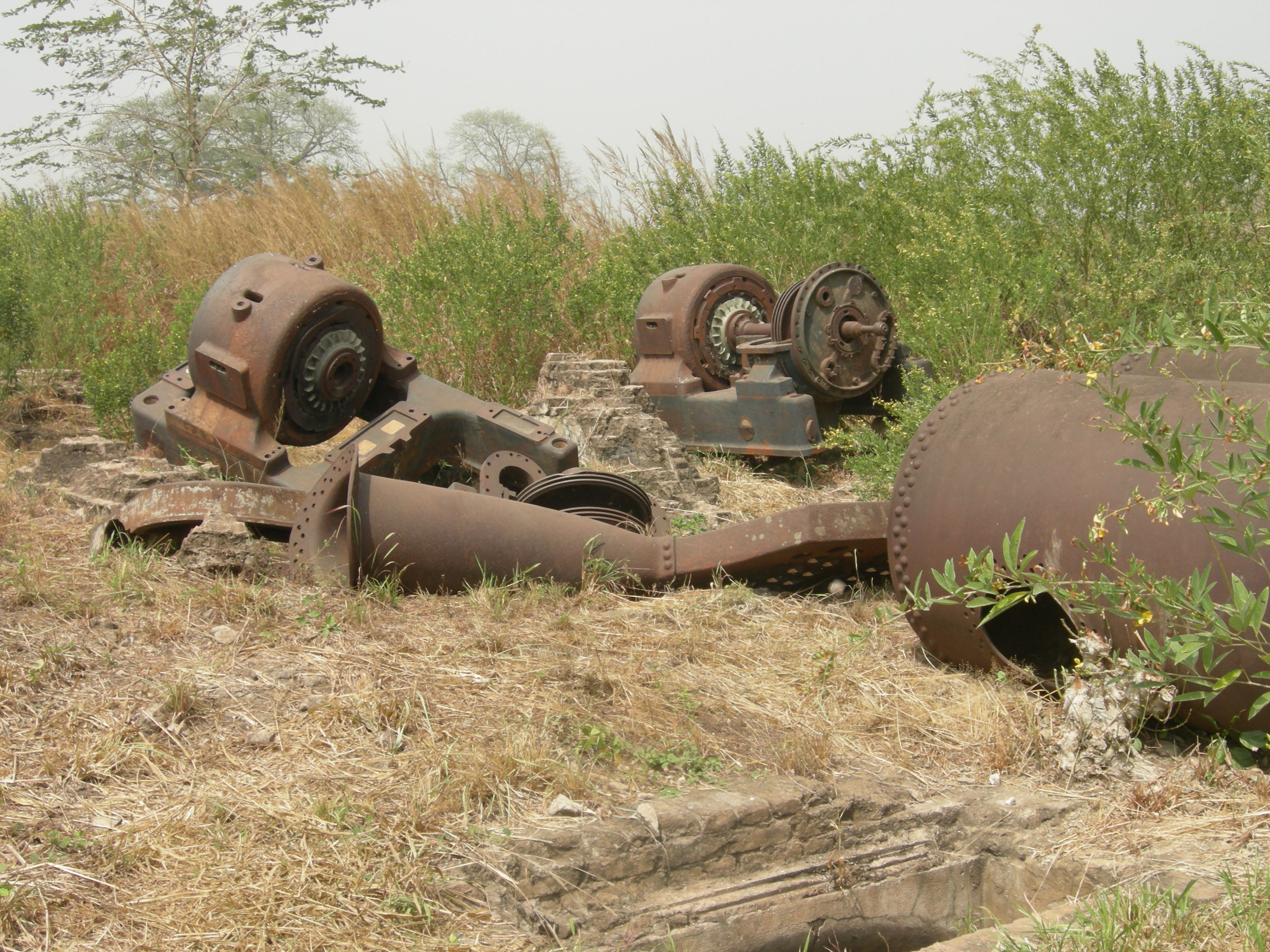
Generatorenanlage
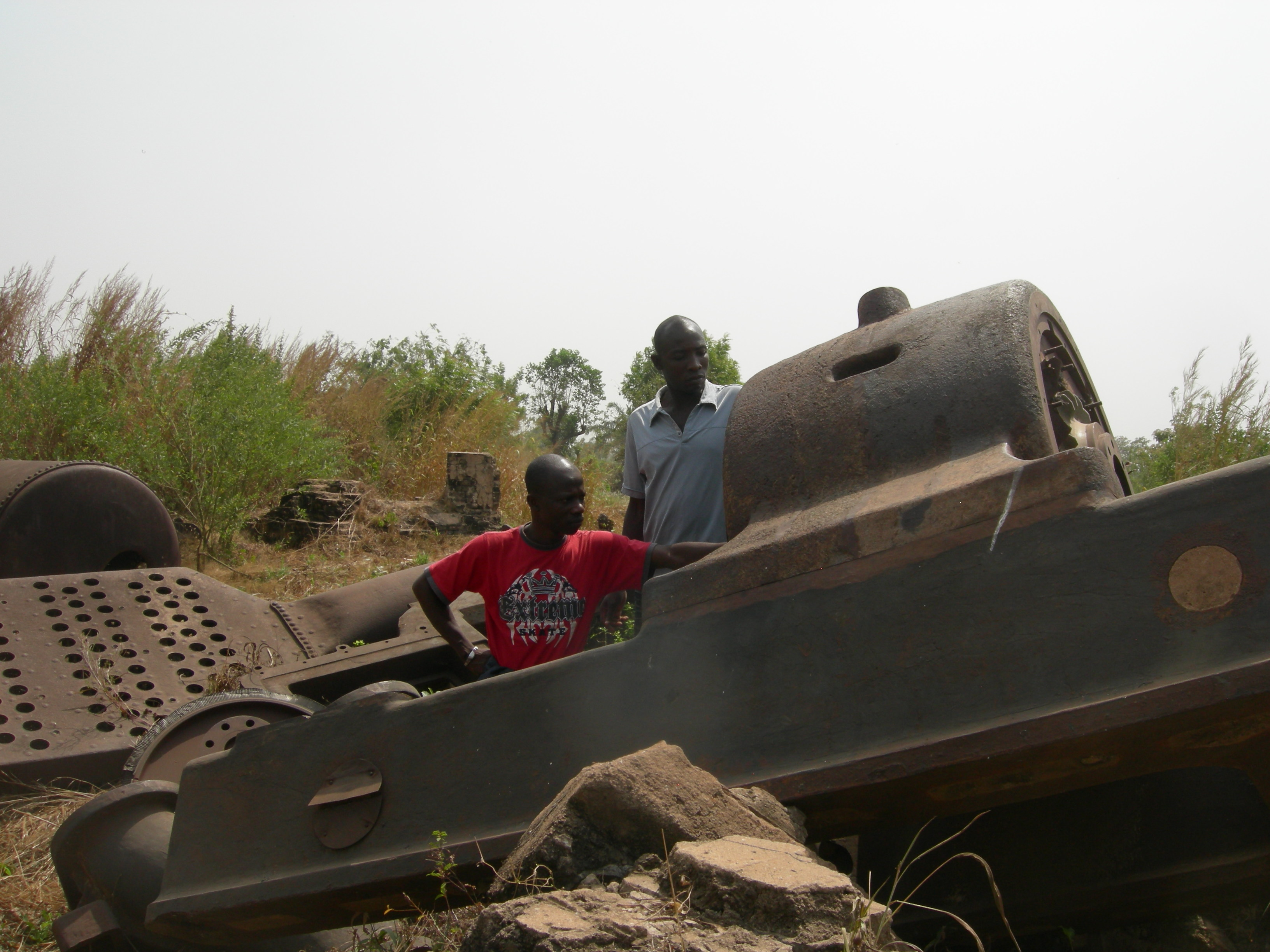
Generatorenanlage Ausmaße zum Vergleich
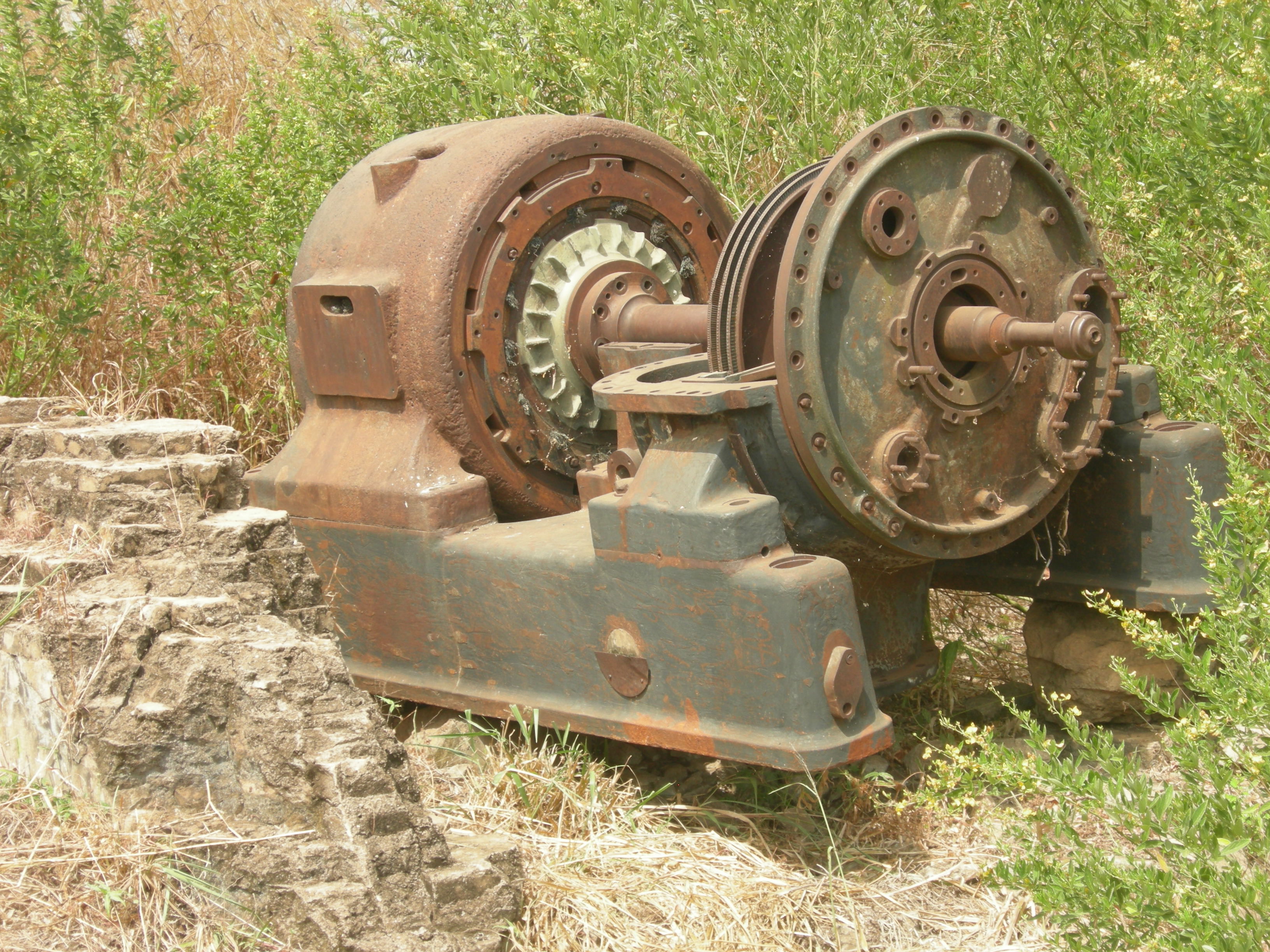
Generator
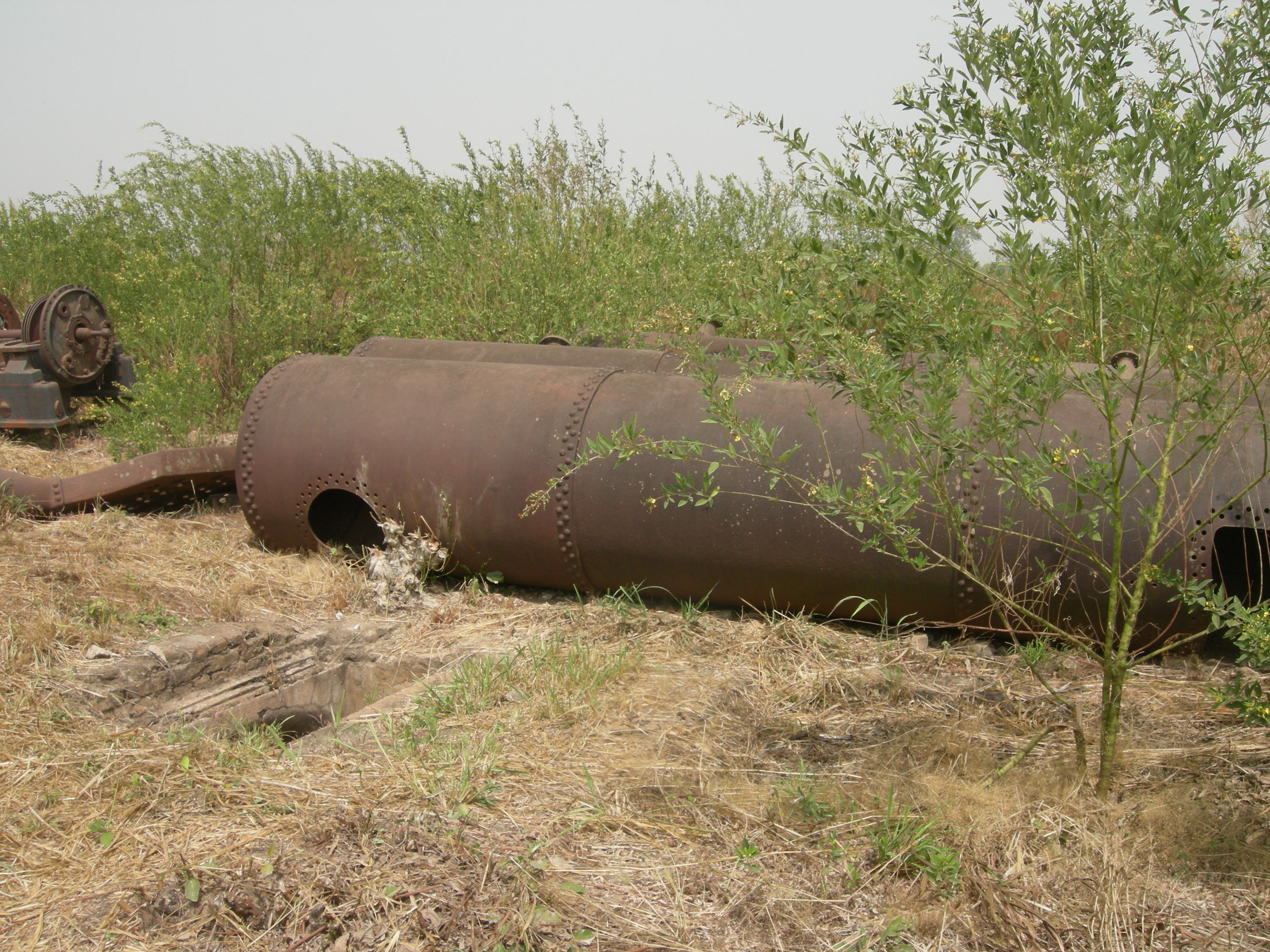
Dampfkessel für Generatoren
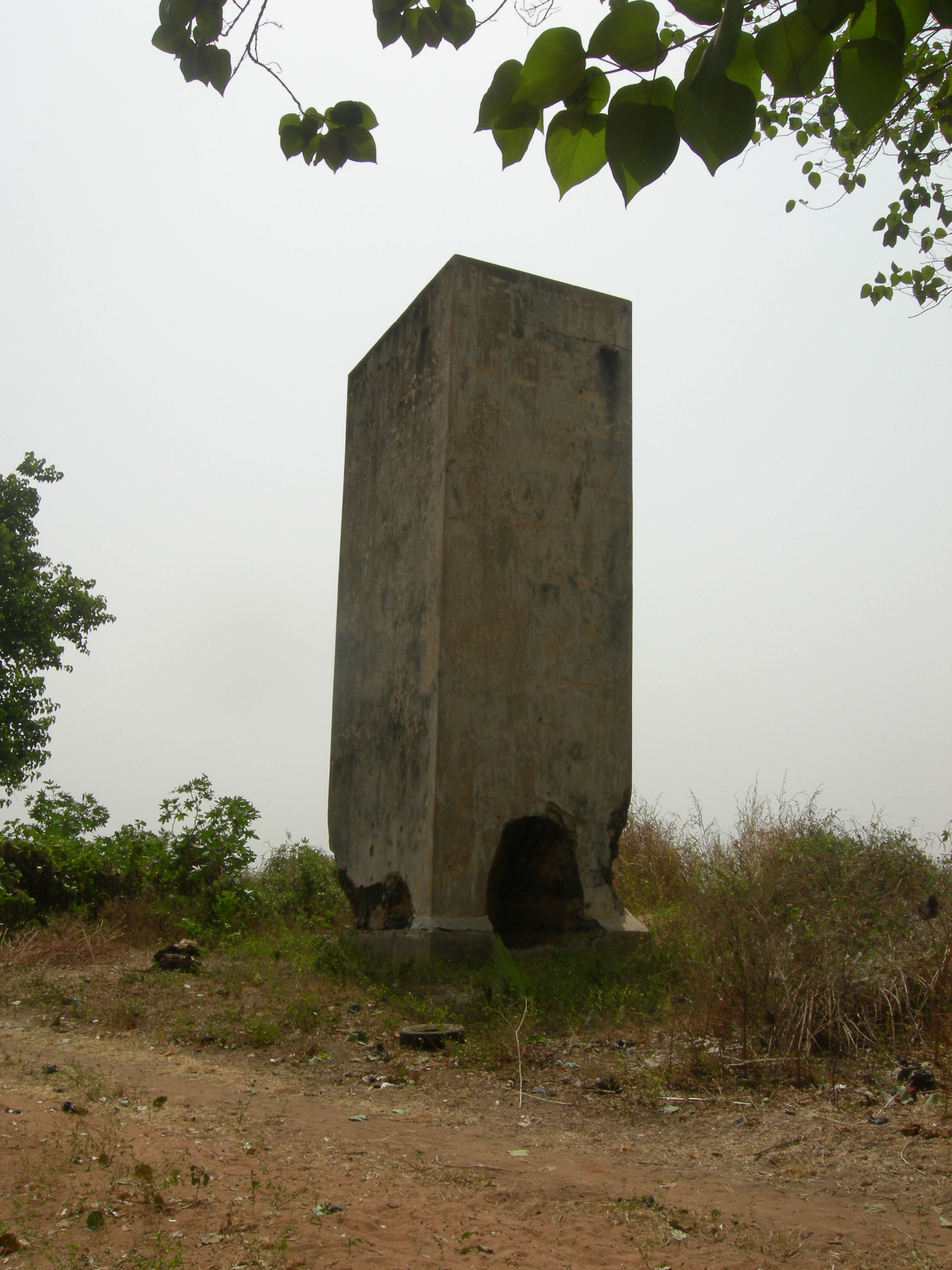
Fundament der Haltetrossen mit Sprenglöchern